# Jeremy Corbyn
Jeremy Bernard Corbyn [ˈdʒɛɹɪmi ˈkɔːrbɪn], né le 26 mai 1949 à Chippenham (Wiltshire), est un homme politique britannique.
Il est député pour Islington North à la Chambre des communes depuis 1983. Tenant de l’aile gauche du parti, opposant au New Labour de Tony Blair et à son orientation centriste, il remporte l’élection de 2015 à la direction du Parti travailliste et devient ainsi chef de l'opposition officielle.
Contesté par les cadres centristes de son parti au point de devoir remettre son mandat en jeu un an après son élection, il voit sa position stabilisée par sa réélection, notamment grâce à l'organisation Momentum, et mène son parti à un niveau qu'il n'avait plus atteint depuis les débuts du blairisme à l'occasion des élections générales de 2017.
Il est critiqué par la suite pour son ambiguïté sur la question du Brexit, pour sa gestion des cas d'antisémitisme au sein du Labour ainsi que pour des propos controversés concernant le Hamas et le Hezbollah.
Il essuie un revers face aux conservateurs de Boris Johnson aux élections générales de 2019, lors desquelles le Parti travailliste atteint un plus bas historique en termes de sièges. Après cette défaite, il quitte la direction du parti, qui le met à l’écart de ses rangs l’année suivante, puis l’exclut en 2024 après qu’il a décidé de se présenter face au candidat officiellement investi par les travaillistes dans sa circonscription.
Il lance en 2025 son parti politique, Your Party, aux cotés de Zarah Sultana. Ensemble, ils appellent à une « redistribution massive des richesses et du pouvoir », et à « exiger la fin de la vente d'armes à Israël ».

## Famille
Jeremy Corbyn naît le 26 mai 1949, dans le Wiltshire. Son père est ingénieur, sa mère professeure de mathématiques. Il grandit dans une auberge avec sept chambres restaurées par ses parents dans le Shropshire, à la frontière galloise. Il rejoint la capitale dans les années 1960, avant de s’installer à Islington deux décennies plus tard.
Il entretient une relation avec la femme politique Diane Abbott à la fin des années 1970. Il est marié trois fois ; son épouse actuelle est Laura Álvarez, une importatrice mexicaine de café issu du « commerce équitable ». Il a divorcé de sa deuxième femme chilienne, Claudia Bracchitta, après deux années de séparation faisant suite à un conflit conjugal survenu lorsqu’elle a souhaité placer leurs fils dans une grammar school (école sélective de haut niveau éducatif payante) de Londres.
Son frère Piers Corbyn (en), diplômé en astrophysique, est un météorologue prévisionniste. Il est également connu pour son activisme anti-vaccination qui le fait comparer le programme de vaccination britannique au camp d'extermination d'Auschwitz.

## Formation et parcours professionnel
Il effectue sa scolarité à l’Adams' Grammar School à Newport dans le Shropshire. Après son éducation secondaire, il travaille deux ans pour une organisation caritative de développement en Jamaïque, puis revient en Grande-Bretagne et travaille pour des organisations syndicales.

## Parcours politique

### Débuts
Alors qu'il est encore à l'école, il rejoint le mouvement des jeunes socialistes de la branche locale du Parti travailliste dans la circonscription de The Wrekin. Avant de se lancer dans la politique britannique au niveau national, Corbyn est élu conseiller municipal dans le borough londonien de Haringey.

### Membre de la Chambre des communes

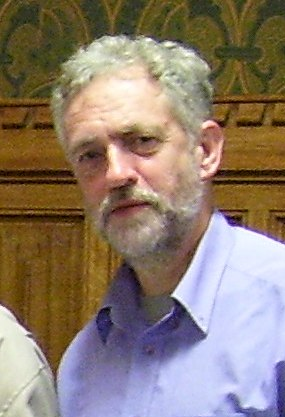
Jeremy Corbyn en 2006.

Jeremy Corbyn est élu député dans la circonscription d'Islington-nord à la Chambre des Communes en 1983. Il est constamment réélu depuis.
Républicain dès les années 1980, il est critiqué pour son soutien au Sinn Féin et à la cause de l'unification irlandaise. Dans le même temps, il fait campagne contre l'apartheid en Afrique du Sud. Il est membre de longue date et vice-président de la Campagne pour le désarmement nucléaire (CND) et publie une chronique hebdomadaire dans le journal socialiste The Morning Star.
Membre d'Amnesty International, il fait campagne en vain en 1999 pour que l'ancien dictateur-président du Chili Augusto Pinochet soit jugé au Royaume-Uni pour le meurtre d'un citoyen britannique, et extradé vers l'Espagne qui souhaite le juger pour crimes contre l'humanité,. Végétarien,, il a également pris position pour les droits des animaux et pour une meilleure prise en compte du danger que pose à l'environnement le réchauffement climatique. Corbyn est aussi l'un des principaux porte-parole de la campagne pour que les Chagossiens puissent avoir le droit de retourner à l'archipel des Chagos. Il s'est par ailleurs engagé contre le traité de Maastricht en 1992.
Sous les gouvernements travaillistes de Tony Blair (1997-2007), il dénonce publiquement ce qu'il perçoit comme les violations des droits de l'homme et des libertés publiques commises par ce gouvernement, notamment à l'encontre de candidats à l'asile politique. Il est membre du comité de direction de la Stop the War Coalition, qui fait campagne contre la guerre d'Irak en 2003. De 2005 à 2015, il vote à l'encontre des instructions du Whip travailliste à cent-quarante-huit reprises, « faisant de lui de loin le député socialiste le plus rebelle ».
Lorsque éclate en 2009 le scandale des dépenses des députés britanniques, il est l'un des députés les moins dépensiers de l'argent public.
À partir de 2013, il fait campagne contre le partenariat transatlantique de commerce et d'investissement (TAFTA).

### Candidature à la direction du Parti travailliste

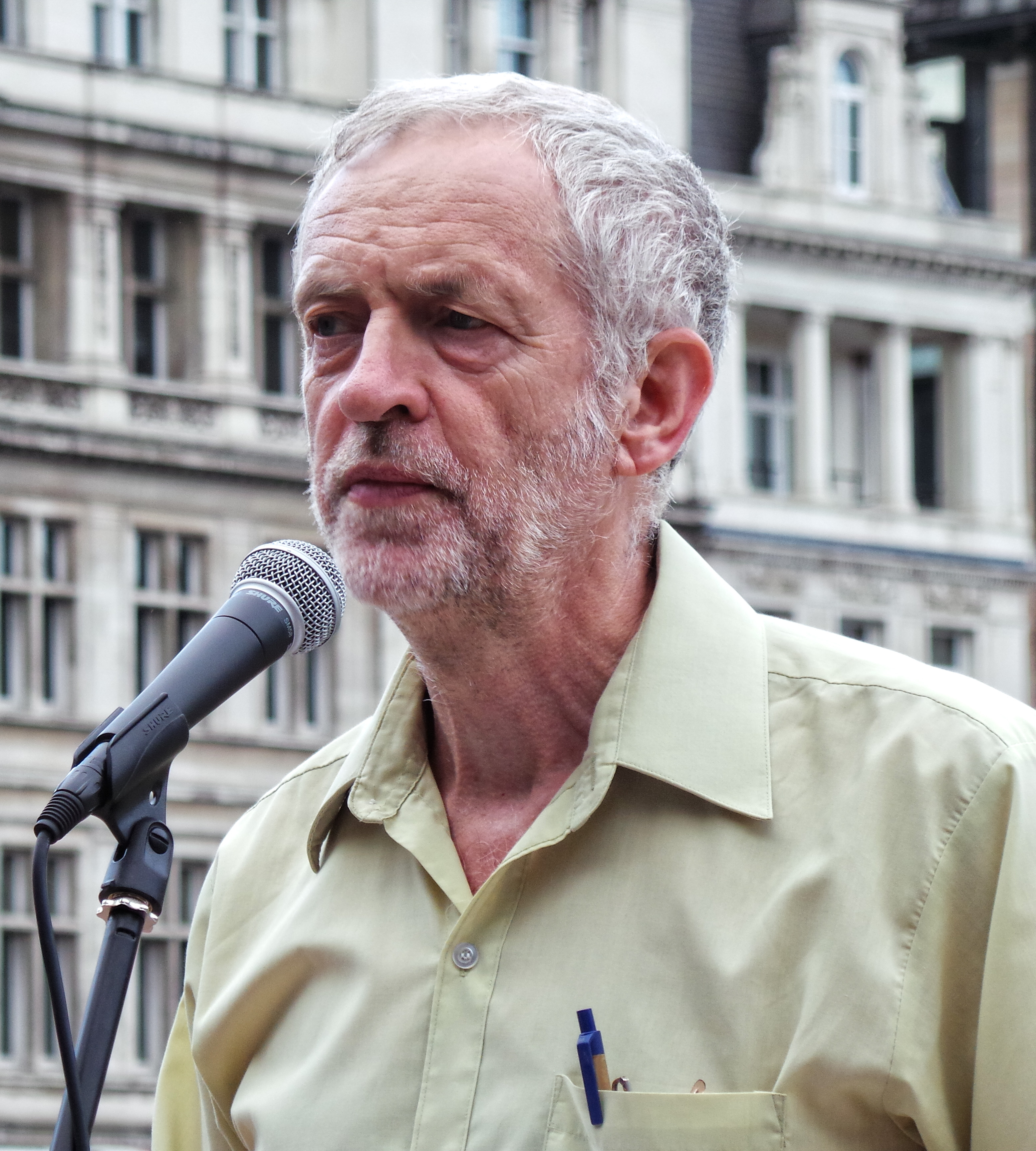
Jeremy Corbyn à une manifestation en 2014.

En 2015, il est candidat à la direction du Parti travailliste, promettant une « politique anti-austérité ». Cette position le distingue des trois autres candidats (Andy Burnham, Yvette Cooper et Liz Kendall). Soutenu par les principaux syndicats (qui souhaitent « enterrer le New Labour » de Tony Blair), il crée la surprise durant la campagne en étant donné favori par les instituts de sondages,,,.
Cette situation amène « l’appareil du Labour, acquis au libéralisme économique débridé et au retrait de l’État », à faire campagne contre lui. Mi-août, Liz Kendall et Yvette Cooper appellent toutes deux leurs partisans à voter pour « n'importe qui sauf Corbyn » ; Tony Blair affirme qu'une victoire de Corbyn mènerait à la « déroute, peut-être [à] l'annihilation » du parti, qui serait alors, à ses yeux, trop à gauche pour l'électorat et certaines personnalités de l'aile blairiste du parti tentent de faire suspendre la primaire. Outre l'appareil de son propre parti, la candidature de Corbyn rencontre l'hostilité de la presse britannique.
Jeremy Corbyn est élu le 12 septembre 2015, dès le premier tour, avec 59,5 % des voix exprimées. Il obtient la majorité des voix dans les trois collèges d’électeurs : les membres du parti, les adhérents des syndicats et les sympathisants qui pouvaient voter après avoir payé la somme de trois livres sterling. Par là même, en tant que dirigeant du principal parti d'opposition au Parlement, il devient chef de l'Opposition officielle. Son élection (saluée par les partis Podemos en Espagne et SYRIZA en Grèce, ainsi que par le Front de gauche en France) marque un retour aux racines socialistes du Parti travailliste, après le tournant centriste des années 1990,,. Plusieurs membres du cabinet fantôme travailliste indiquent toutefois qu'ils ne travailleront pas avec lui.
Alex Nunns, dans Le Monde diplomatique, identifie trois groupes d'électeurs importants ayant mené à son élection : les jeunes, politisés par le débat autour des frais d'université, les participants du mouvement antiguerre et le monde syndical. Le chercheur Fabien Escalona relève que « c’est le mécanisme de primaire ouverte, conçu par les modernisateurs comme un moyen de diluer l’influence des responsables et des activistes les plus « archaïques », qui aura favorisé l’ascension de l’un d’entre eux à la tête du parti ». Il indique que « même si des militants d’âge mûr sont aussi mobilisés derrière Corbyn, il est incontestable que sa dynamique a pris appui sur des jeunes générations de militants dotés d’un haut niveau d’instruction, mais en butte à la précarité matérielle et révoltés contre l’absence de réelle alternative » : il s'agit selon lui d'un phénomène similaire au « mouvement lancé par Bernie Sanders » aux États-Unis, à « l’ascension de Podemos et des candidatures citoyennes » en Espagne, à « l’irruption du Mouvement 5 étoiles » en Italie, au « surgissement des Pirates et la progression heurtée du mouvement « rouge-vert » » en Islande, ou encore « à l’inattendu mouvement « Nuit debout » en France ».
Commentant son élection, le Premier ministre David Cameron déclare que « le Labour représente maintenant une menace pour notre sécurité nationale, pour la sécurité de notre économie et celle de votre famille ». Le nombre d'adhérents du Parti travailliste augmente considérablement, passant de 190 000 à 300 000, puis atteignant 515 000 à la mi-2016, un an après son élection. Le 8 octobre 2015 est fondé un mouvement populaire, intitulé Momentum, pour soutenir sa ligne politique.

### Chef du Parti travailliste et de l’opposition
Dans son cabinet fantôme, tout en nommant John McDonnell, figure de la gauche du parti, au poste clé de chancelier de l'Échiquier fantôme, il s'efforce de rassembler les différents courants du parti,.
Le Parti travailliste enregistre une progression considérable de ses effectifs militants sous sa direction : près de 570 000 en 2018, soit 300 000 de plus qu'en 2015 ; à elle seule, l'organisation de jeunesse travailliste, Young Labour, compterait en 2018 davantage de membres que le Parti conservateur tous âges confondus. Sous sa direction, le Parti travailliste ne remporte pas les élections législatives anticipées de 2017 mais connaît sa meilleure progression en proportion des voix depuis les élections de 1945. Les adversaires de Jeremy Corbyn au sein du parti, qui prévoyaient un déclin électoral des travaillistes sous sa direction, renoncent ainsi à tenter une seconde fois de le destituer.

#### Élections de 2017
En avril 2017, dix mois après le référendum sur l'appartenance du Royaume-Uni à l'Union européenne, la Première ministre conservatrice, Theresa May, décide de convoquer des élections législatives anticipées, alors que les conservateurs sont crédités du double des voix des travaillistes dans les enquêtes d'opinion. Lors de la campagne, après la publication d'un programme politique très à gauche, Jeremy Corbyn mène le Parti travailliste à l'élection. En remontée constante dans les enquêtes d'opinion pendant la campagne, le vote du 8 juin 2017 se traduit par un gain modeste de 30 sièges par rapport à l'échéance précédente, mais d'un gain de 9,6 points et de plus de 3,5 millions de voix, offrant au Parti travailliste sa plus grande progression depuis les élections de 1945. Le Parti conservateur est privé de majorité, mais se maintient à la tête d'un gouvernement minoritaire.

#### Débats sur le Brexit

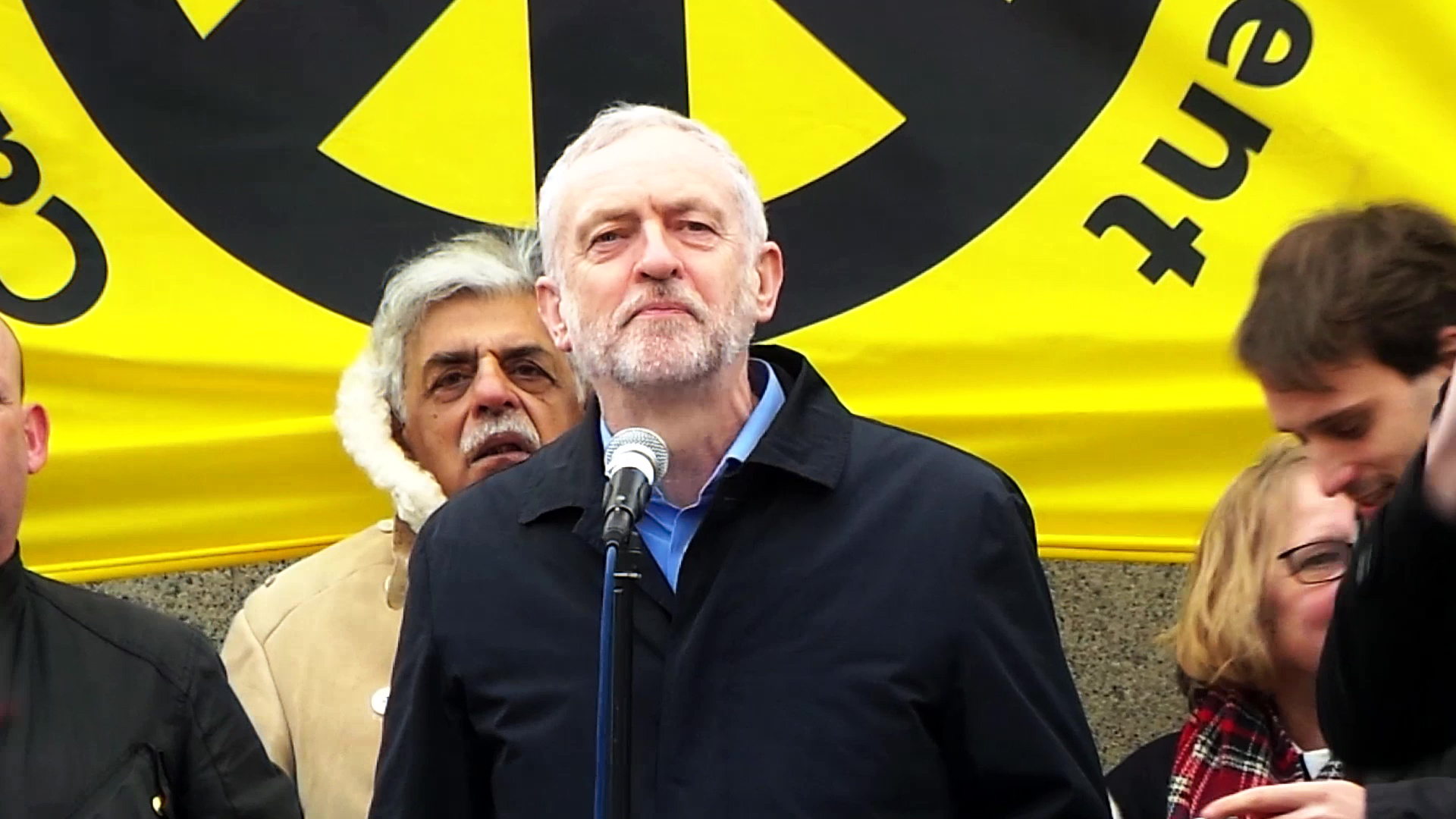
Jeremy Corbyn en 2016.

Il prend position en faveur du maintien du Royaume-Uni dans l'Union européenne, tout en qualifiant l'accord obtenu en février 2016 par David Cameron de « pur spectacle ». D'après Mediapart, il se montre cependant « extrêmement réticent à se lancer dans la campagne référendaire ». Si l'aile gauche du Parti travailliste a historiquement considéré la Communauté économique européenne puis l'Union européenne comme étant « anti-démocratique et anti-socialiste », Corbyn souhaite que le Royaume-Uni demeure membre de l'Union européenne, mais que celle-ci soit réformée avec davantage de démocratie et de social. Globalement, il apparaît comme eurosceptique dans un parti aux élus largement europhiles. Clément Claret évoque « une théorie est très répandue, selon laquelle Corbyn est un eurosceptique qui aurait voté pour le Brexit dans le secret de l’isoloir », mais considère qu'il s'agit d'« une rumeur entretenue par ses détracteurs » et souligne qu'« il est assez difficile de dire ce que Corbyn pense vraiment », même s'« il n’a pas fait campagne de manière vigoureuse en 2016, pour le maintien » et que « les soupçons d’euroscepticisme, dans son entourage, sont plus encore plus élevés, à l’instar du conseiller Seumas Milne (en) ».
En juin 2016, à la suite du référendum sur le maintien du Royaume-Uni dans l'Union européenne, lors duquel plus d'un tiers des votants travaillistes s'est prononcé pour le départ de l'Union européenne, il doit faire face à une contestation importante au sein du Parti travailliste : il limoge de son cabinet fantôme le ministre des Affaires étrangères, Hilary Benn, puis est confronté à la démission de la plupart des membres de son cabinet, qui l'accusent de ne pas s'être assez investi durant la campagne,. Les principaux syndicats lui renouvellent leur soutien, et quelque 10 000 personnes se rassemblent devant le Parlement pour le soutenir, alors que les députés travaillistes se préparent à voter pour ou contre une motion pour le destituer,. Une motion de défiance, non contraignante, est adoptée par les députés travaillistes le 28 juin, par 172 voix contre 40. Arguant qu'il a été élu par le parti dans son ensemble, et non pas par les députés, Jeremy Corbyn ne démissionne pas. Le 9 juillet, la députée Angela Eagle annonce qu'elle brigue la direction du parti ; elle devra recueillir le soutien d'au moins 20 % des députés et députés européens du parti pour enclencher une élection interne. Finalement, Corbyn affronte Owen Smith après qu'Eagle lui apporte son soutien lors d'un scrutin se tenant d'août à septembre 2016. Il est réélu chef du parti avec 61,8 % des voix.
En février 2019, Jeremy Corbyn exprime son soutien à l'idée d'un second référendum pouvant annuler le Brexit. Si des députés hostiles au Brexit saluent sa décision, d'autres, favorables au Brexit, le critiquent,. Neuf députés travaillistes issus de l’aile droite du Labour quittent le parti en reprochant à Jeremy Corbyn son ambiguïté face aux Brexit et sa responsabilité dans la montée de l'antisémitisme au sein du parti. Huit de ces députés fondent « le Groupe indépendant » avec trois députés qui ont quitté le Parti conservateur en raison de la crise interne de celui-ci autour du Brexit,.
Jeremy Corbyn dépose le 12 juin suivant une motion à la Chambre des communes visant à permettre à cette dernière d'initier une proposition de loi qui interdirait une sortie de l'Union européenne sans accord avec celle-ci. La motion, soutenue par tous les partis d'opposition et par dix députés conservateurs (dont notamment Kenneth Clarke, Justine Greening, Dominic Grieve, Sam Gyimah et Oliver Letwin) est toutefois rejetée par 309 voix contre 298, huit travaillistes favorables au Brexit (dont Caroline Flint et John Mann) ayant notamment voté contre,.
Le 15 août 2019, il publie une proposition pour empêcher que le gouvernement conservateur de Boris Johnson ne sorte le Royaume-Uni de l'Union européenne sans accord. Il demande aux députés hostiles à une telle sortie sans accord d'approuver une motion de censure qu'il déposerait contre le gouvernement à la Chambre des communes début septembre. Il demanderait alors la confiance de la Chambre pour devenir Premier ministre par intérim, avec un mandat très court destiné uniquement à lui permettre d'organiser des élections législatives anticipées. Durant la campagne pour ces élections, le Parti travailliste sous sa direction demanderait aux citoyens un mandat pour la tenue d'un nouveau référendum sur le Brexit. Si les travaillistes remportaient les élections, son gouvernement organiserait un référendum, qui proposerait une alternative entre la possibilité d'annuler le Brexit et un nouvel accord incluant une union douanière et l’alignement des normes de protection sociale et environnementale avec l’UE — ce que l'universitaire Clément Claret présente comme un « soft Brexit »,. En novembre 2019, il déclare qu'il renégocierait un accord de sortie avec l’Union européenne dans les trois mois suivant son arrivée au pouvoir et qu’il resterait « neutre » pour le nouveau référendum qu'il souhaiterait organiser trois mois plus tard.
Son action pendant la crise autour du Brexit lui attire des critiques au sein de son parti, les sondages indiquant qu'une nette majorité d'électeurs travaillistes souhaite alors sa démission ; cependant, il parvient à faire repousser par les délégués du Labour une motion devant le conduire à faire campagne pour rester dans l’Union européenne,. Clément Claret estime que « de manière générale, le Labour a du mal à faire entendre ses arguments dans ce débat, parce qu’il ne propose pas une solution toute faite, comme le font ses adversaires ».

#### Politique extérieure

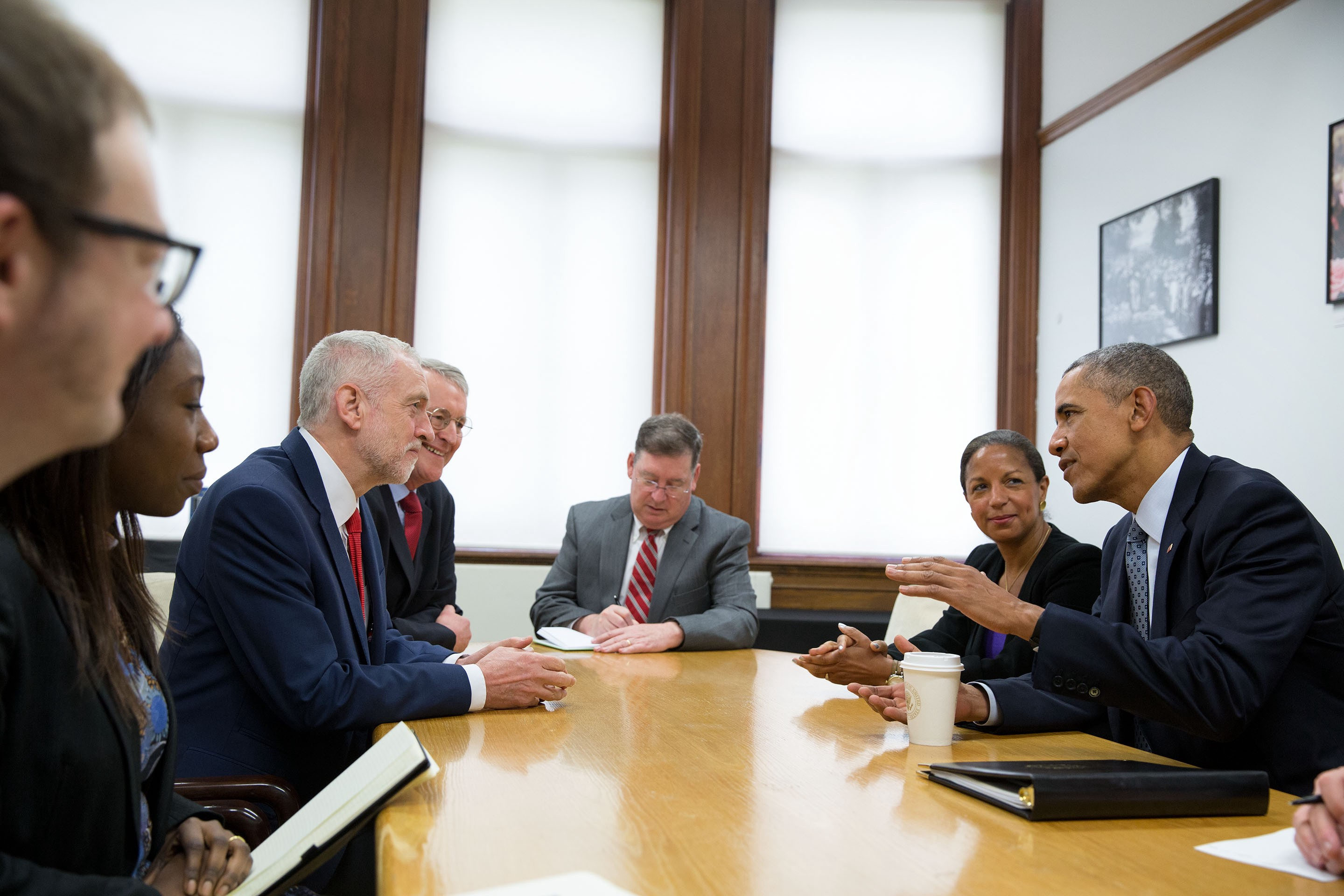
Jeremy Corbyn lors d'une rencontre avec le président des États-Unis, Barack Obama, en 2016.

Jeremy Corbyn a présidé le collectif « Stop the War », qui a organisé de grandes manifestations contre les guerres en Afghanistan et en Irak, et est considéré comme propalestinien. Populaire au sein de la communauté musulmane, il a fait campagne auprès d'elle pour la primaire travailliste qu'il a remportée. Impliqué auprès de la mosquée de Finsbury Park qui est située sur sa circonscription, il a, d'après Le Monde, « été l’un des acteurs majeurs de sa déradicalisation et de sa réouverture selon un processus suivi de près par Scotland Yard, après qu’elle eut été fermée en 2003 et son imam Abou Hamza, proche d’Al-Qaïda, arrêté pour terrorisme l’année suivante ». Il se montre en 2016 très critique de l'intervention militaire saoudienne au Yémen, touché par une guerre civile, et demande, après qu'un tribunal des Nations unies l'a considérée contraire au droit international, qu'une enquête indépendante soit menée au sujet des ventes d'armes par le gouvernement britannique à l'Arabie saoudite. Il demande également à David Cameron de s'expliquer sur la présence de militaires britanniques côté saoudien. En 2018, il est critiqué pour avoir été présent en 2014 à une cérémonie en hommage à des terroristes palestiniens du groupe Septembre noir éliminés par Israël après avoir assassiné des athlètes israéliens aux Jeux olympiques de Munich en 1972.
Il affirme « ne pas être un admirateur de la politique étrangère de Poutine » et considère que la Russie a violé la souveraineté de l’Ukraine en annexant la Crimée. Bien qu'il ne soit en effet généralement pas considéré comme favorable au gouvernement russe, il est régulièrement invité sur le plateau de la chaîne russe RT, qui relaye la propagande du Kremlin. Il considère pour sa part que la chaîne est souvent plus objective que les médias occidentaux, et appelle ses partisans à la regarder.
Lors d’une conférence de presse tenue conjointement le 8 mai 2019 à Londres avec le secrétaire d'État des Affaires étrangères et du Commonwealth, Jeremy Hunt, le Secrétaire d'État américain, Mike Pompeo, déclare que le soutien apparent du président du Parti travailliste Jeremy Corbyn au président vénézuélien Nicolas Maduro est « dégoûtant ». En effet, contrairement au gouvernement britannique, le Parti travailliste a refusé de condamner le gouvernement de Maduro.

#### Accusation d'antisémitisme

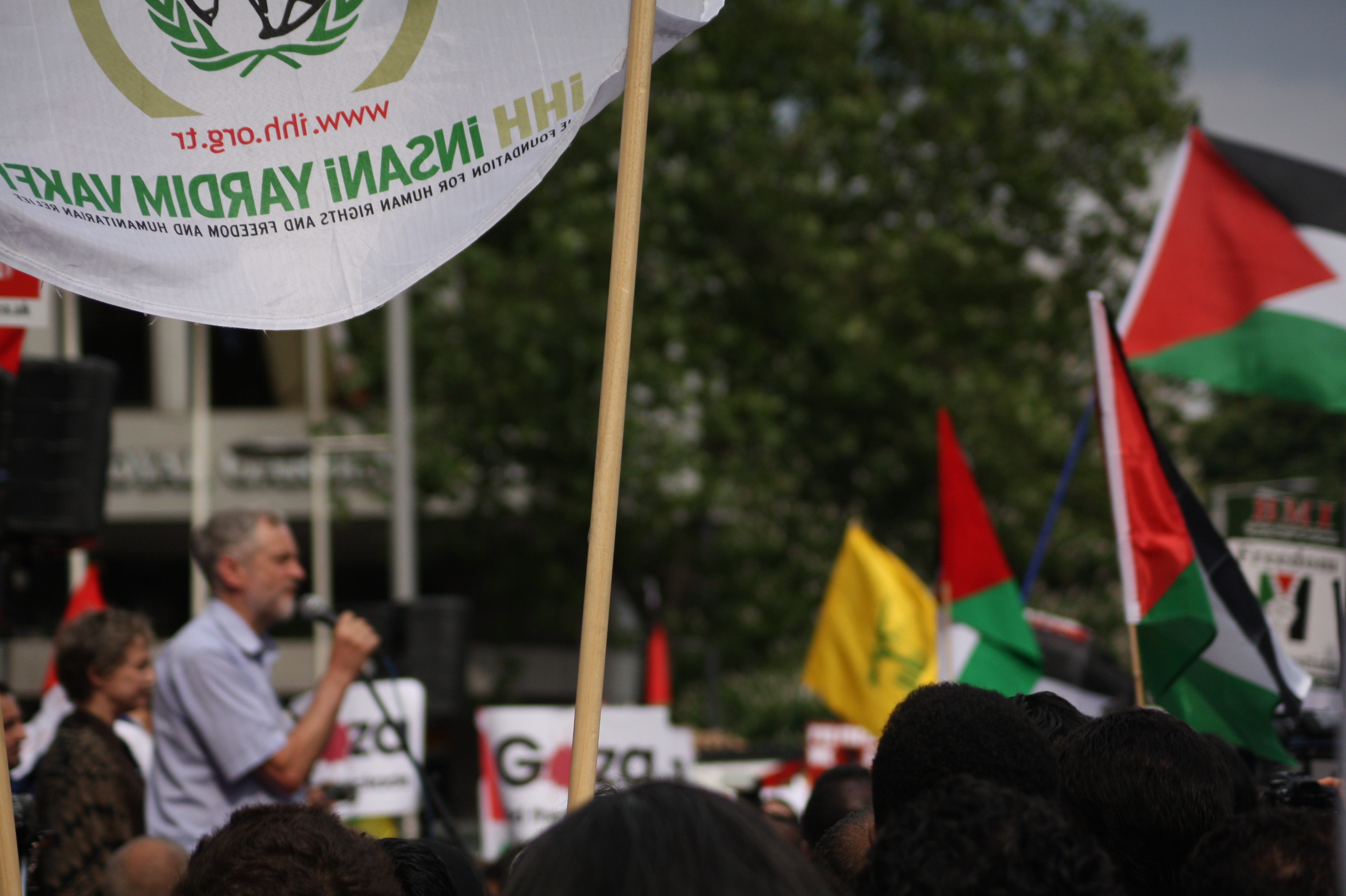
Jeremy Corbyn à la tribune de la manifestation pro-palestinienne de Rage Against Israel à Londres, en juin 2010.

##### Des relations critiquées
Jeremy Corbyn présente ses excuses en 2016 pour avoir qualifié les mouvements islamistes Hezbollah et le Hamas « d'amis », qu'il aimerait inviter au Parlement,.
En 2014, Jeremy Corbyn participe à plusieurs événements pro-palestiniens organisés par Paul Eisen, un militant qui nie l'existence de l'Holocauste,.
Jeremy Corbyn est critiqué par les médias pour ses relations avec l'Iran,.
Le 9 février 2014, il est invité dans un centre islamique pour célébrer le 35e anniversaire de la révolution islamique en Iran,.
À la suite des révélations par la presse, Jeremy Corbyn présente ses excuses pour sa présence en 2014 au dépôt d'une gerbe de fleurs sur la tombe de Palestiniens accusés d’être liés au meurtre de onze athlètes israéliens lors des Jeux olympiques de 1972,,,.
La presse lui reproche ses relations avec la Commission islamique des droits de l'homme, une association londonienne très controversée. Jeremy Corbyn, a en effet déclaré que cette commission fait un travail absolument formidable.

##### Affaires d'antisémitisme au sein du parti
Sous la direction de Jeremy Corbyn, le Parti travailliste est régulièrement critiqué pour des liens supposés avec « l'extrême gauche antisémite, voire négationniste » et pour avoir toléré des membres ou des partisans accusés d'antisémitisme.
En octobre 2016, une commission parlementaire indique n'avoir pu établir « aucune preuve fiable et empirique attestant l’idée d’une prévalence plus prononcée des comportements antisémites au sein du Parti travailliste que dans les autres formations politiques ». Une enquête commandée par l’organisme Campaign Against Anti-semitism (en) (CAA) en 2017 relève que les préjugés antisémites ont diminué au sein du Parti travailliste depuis 2015 et qu'ils y sont moins présents qu'au Parti conservateur et qu'au Parti pour l'indépendance du Royaume-Uni (UKIP).
En mars 2018, Jeremy Corbyn présente ses excuses pour n'avoir pas suffisamment reconnu le problème, et ajoute : « Je reconnais que l'antisémitisme a fait surface dans le Parti travailliste, et a trop souvent été minimisé […]. Ceci a peiné et blessé les membres juifs de notre parti, et plus largement la communauté juive du Royaume-Uni. Je suis sincèrement désolé pour la douleur provoquée, et je m'engage à redoubler d'efforts pour mettre fin à cette anxiété. […] Je serai toujours un opposant militant à l'antisémitisme »,,. Il s'excuse également pour s'être opposé dans un commentaire sur Facebook en 2012 à la destruction d'une peinture murale à Londres figurant des banquiers au nez crochu jouant au Monopoly, et déclare n'avoir pas vu l'image de près et n'avoir donc pas compris à l'époque que la peinture jouait sur des thèmes antisémites,.
Le 4 août 2018, Jeremy Corbyn reconnaît qu’il existe un « réel problème » d’antisémitisme au sein du parti et affirme que « restaurer la confiance » avec la communauté juive est sa priorité. Plusieurs membres du parti sont ainsi suspendus ou forcés de démissionner à la suite de déclarations controversées : c’est notamment le cas l’ancien maire de Londres Ken Livingstone. En 2018 et 2019, Jeremy Corbyn s'engage à plusieurs reprises à combattre les manifestations d'antisémitisme au sein du Labour,,,. Cette mise au point intervient alors que le Parti travailliste a adopté la définition de l’antisémitisme élaborée par l’Alliance internationale pour le souvenir de l’Holocauste, mais a reformulé quatre des onze exemples associés à cette définition, afin de préciser que critiquer les actions du gouvernement israélien n'est pas toujours un acte antisémite,. Cette reformulation a conduit trois journaux juifs britanniques à accuser de concert Jeremy Corbyn de poser « une menace existentielle » à la communauté juive. En septembre, la direction du parti adopte l'intégralité des exemples mis en avant par l'AISH. Tandis que le Jewish Labour Movement prend ses distances avec la direction du parti, l'organisation Jewish Voice for Labour (en), exprime son soutien à Jeremy Corbyn, soulignant ses « initiatives contre l'antisémitisme ».
En mars 2019, la Commission pour l'égalité et les droits humains (en) (EHRC) annonce qu'elle ouvre une enquête pour discrimination antisémite au sein du Parti travailliste, ayant reçu un nombre suffisant de plaintes sur le sujet. Le numéro deux du parti, Tom Watson, demande à la direction de s'assurer qu'aucune preuve ne soit détruite.
En juillet 2019, la diffusion d'un documentaire sur l'antisémitisme au sein du Parti travailliste par la BBC aggrave la crise : Corbyn est interpellé sur le sujet à la fois par des organisations juives, 60 lords travaillistes et des employés du parti, qui se plaignent des attaques contre les lanceurs d'alerte.
Plusieurs personnalités travaillistes, indignées par cette situation, quittent le parti.
En particulier, neuf députés travaillistes quittent le parti au début de l'année 2019 en reprochant à Jeremy Corbyn sa responsabilité dans la montée de l'antisémitisme au sein du parti, son ambiguïté face au Brexit et ses prises de position en matières de politique internationale.
Issus de l'aile droite du parti, ils s'étaient employés à contrer les initiatives de Corbyn et n'avaient pas obtenu l'investiture du Labour pour les élections générales de 2019. En octobre 2019, une autre députée, Louise Ellman, démissionne du parti accusant Corbyn d'avoir laissé prospérer l’antisémitisme au sein de sa formation. Le gouvernement israélien fait savoir, à l'occasion des élections générales britanniques de décembre 2019, qu'une arrivée au pouvoir de Jeremy Corbyn constituerait « une menace pour les relations entre les deux pays et un sujet d'inquiétude pour les Juifs britanniques ».
Le grand rabbin du Commonwealth, Ephraim Mirvis (en), reproche quant à lui à Jeremy Corbyn d'avoir laissé le « poison » s’enraciner au sein du Parti travailliste. En octobre 2020, le Parti travailliste britannique « suspend son ancien chef Jeremy Corbyn pour les réserves qu'il a émises au sujet d'un rapport accablant » et « dur à lire » émanant de la EHRC, mettant en évidence des faits d’antisémitisme sous sa direction du parti, et décide d'ouvrir une enquête,.

#### Défaite historique de 2019

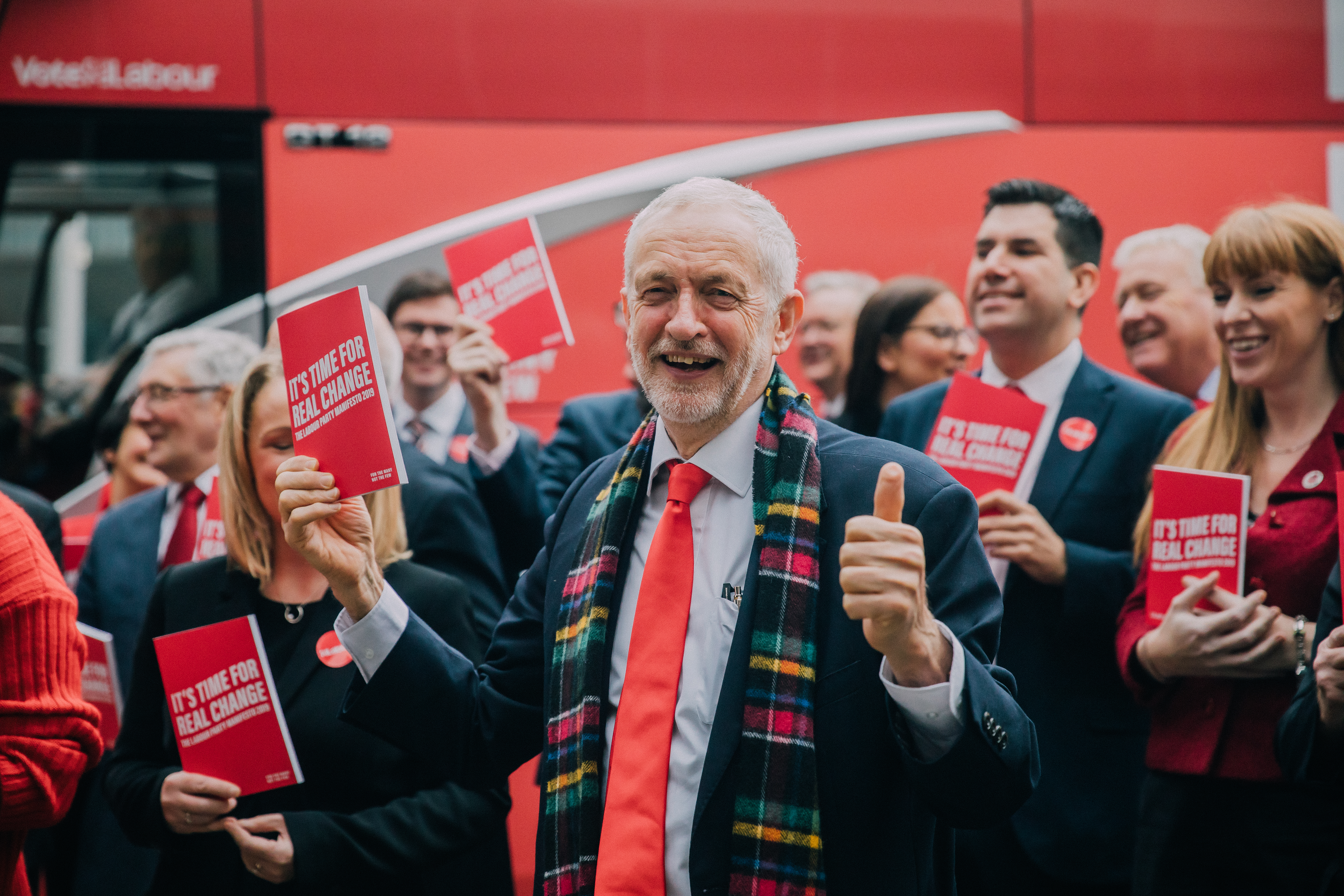
Jeremy Corbyn lors de la campagne, en 2019.

Lors des élections générales anticipées de décembre 2019, Jeremy Corbyn tente de mettre l’accent sur le social et la défense du système de santé publique (NHS) alors que Boris Johnson mène campagne sur le Brexit, un sujet sur lequel Corbyn a une position jugée peu claire : eurosceptique historique, il fait en sorte de rallier les pro-UE, notamment les Libéraux-démocrates, en appelant à un référendum qui proposerait un nouvel accord de sortie plus favorable aux travailleurs et, comme alternative, le maintien dans l'Union. Ayant longtemps évité d'exprimer sa préférence entre les deux options, il déclare finalement qu'il ne prendrait pas position pendant une telle campagne.
Le 12 décembre, le Parti travailliste obtient son plus faible nombre d'élus depuis 1935 — tout en recueillant un plus grand nombre de voix qu'en 2015 et en 2010 ; son ambiguïté sur le Brexit, dans un scrutin dominé par cet enjeu, et son programme très orienté à gauche sont avancés pour expliquer ce résultat,,. Selon le journaliste et activiste de gauche Aaron Bastani, le parti eut à affronter l'hostilité de la presque totalité des médias britanniques. Si John McDonnell, bras droit de Jeremy Corbyn et tenant d'une ligne favorable à l'UE, prend sur lui la responsabilité de la défaite, en déclarant que « le désastre est de [son] fait », Fabien Escalona de Mediapart considère que « Corbyn n’était pas la marionnette de McDonnell », et souligne que « toute une fraction de la base militante qui le soutenait l’a poussé dans cette orientation qui s’est révélée si dommageable en sièges ». Jeremy Corbyn annonce qu'il quittera ses fonctions après une période de « réflexion ». Son successeur, élu par les membres du parti, est Keir Starmer, qui le remplace le 4 avril 2020 ; il l'emporte notamment sur Rebecca Long Bailey, tenante d'une ligne plus proche de celle de Jeremy Corbyn,.

### Député indépendant
Le 29 octobre 2020, Jeremy Corbyn est suspendu du Parti travailliste après la publication d’un rapport interne pointant son inaction face à l'antisémitisme présent au sein de la gauche britannique. La Equality and Human Rights Commision (EHRC) révèle par ailleurs que la direction du parti a tenté, sous la présidence de Jeremy Corbyn, de faire obstruction à son travail alors qu'elle enquêtait sur ces allégations d'antisémitisme.
Il est réintégré au sein du parti le 17 novembre 2020, mais il n’est pas autorisé à siéger en tant que député travailliste,.
En 2022 éclate la guerre en Ukraine. Dans un entretien à la chaine de télévision libanaise Al Mayadeen, réputée proche du Hezbollah, il déclare que pour mettre fin au conflit, il faut cesser d'armer les Ukrainiens.

### Your Party
En 2025, Jeremy Corbyn et Zarah Sultana lancent leur propre parti politique, temporairement nommé Your Party. Selon la BBC, leur parti devrait être capable de participer aux élections locales britanniques de 2026.
Au 8 août, 500 000 personnes se sont inscrites pour leur parti.

## Résultats électoraux

### Chambre des communes
| Élection | Circonscription | Parti  | Parti        | Voix   | %     | Issue |
| -------- | --------------- | ------ | ------------ | ------ | ----- | ----- |
| 1983     | Islington North |        | Travailliste | 14 951 | 40,4  | Élu   |
| 1987     | Islington North | 19 577 | Travailliste | 50,0   | Élu   |       |
| 1992     | Islington North | 21 742 | Travailliste | 57,4   | Élu   |       |
| 1997     | Islington North | 24 834 | Travailliste | 69,3   | Élu   |       |
| 2001     | Islington North | 18 699 | Travailliste | 61,9   | Élu   |       |
| 2005     | Islington North | 16 118 | Travailliste | 51,2   | Élu   |       |
| 2010     | Islington North | 24 276 | Travailliste | 54,5   | Élu   |       |
| 2015     | Islington North | 29 659 | Travailliste | 60,2   | Élu   |       |
| 2017     | Islington North | 40 086 | Travailliste | 73,0   | Élu   |       |
| 2019     | Islington North | 34 603 | Travailliste | 64,31  | Élu   |       |
| 2024     | Islington North |        | Indépendant  | 24 120 | 49,22 | Élu   |

### Élections locales
| Date | Conseil                         | District      | Parti | Parti        | Voix  | Rang | Issue |
| ---- | ------------------------------- | ------------- | ----- | ------------ | ----- | ---- | ----- |
| 1974 | Haringey London Borough Council | South Hornsey |       | Travailliste | 1 190 | 1er  | Élu   |
| 1978 | Haringey London Borough Council | Haringay      | 1 729 | Travailliste | 2e    | Élu  |       |
| 1982 | Haringey London Borough Council | Haringay      | 1 839 | Travailliste | 1er   | Élu  |       |

## Débat politique français
Le nom de Jeremy Corbyn surgit plusieurs fois dans le débat politique et médiatique français.
Au lendemain de la défaite historique de Jeremy Corbyn aux élections, Jean-Luc Mélenchon estime que Corbyn n'est pas antisémite. Il rejette notamment la faute de sa défaite sur le grand rabbin d’Angleterre, les réseaux du Likoud, et il s'en prend au CRIF,. Ces propos déclenchent une vaste polémique.
En juin 2022, le nom de Corbyn surgit à nouveau dans l’arène politique française, lorsque Danièle Obono et Danielle Simonnet, candidates de la NUPES pour les législatives à Paris, reçoivent la visite de Jeremy Corbyn le 4 juin. La visite est condamnée par la porte parole du Parti socialiste et la Ligue contre le racisme et l'antisémitisme et entraîne une nouvelle polémique,.

## Orientations politiques

### Propositions formulées en 2015

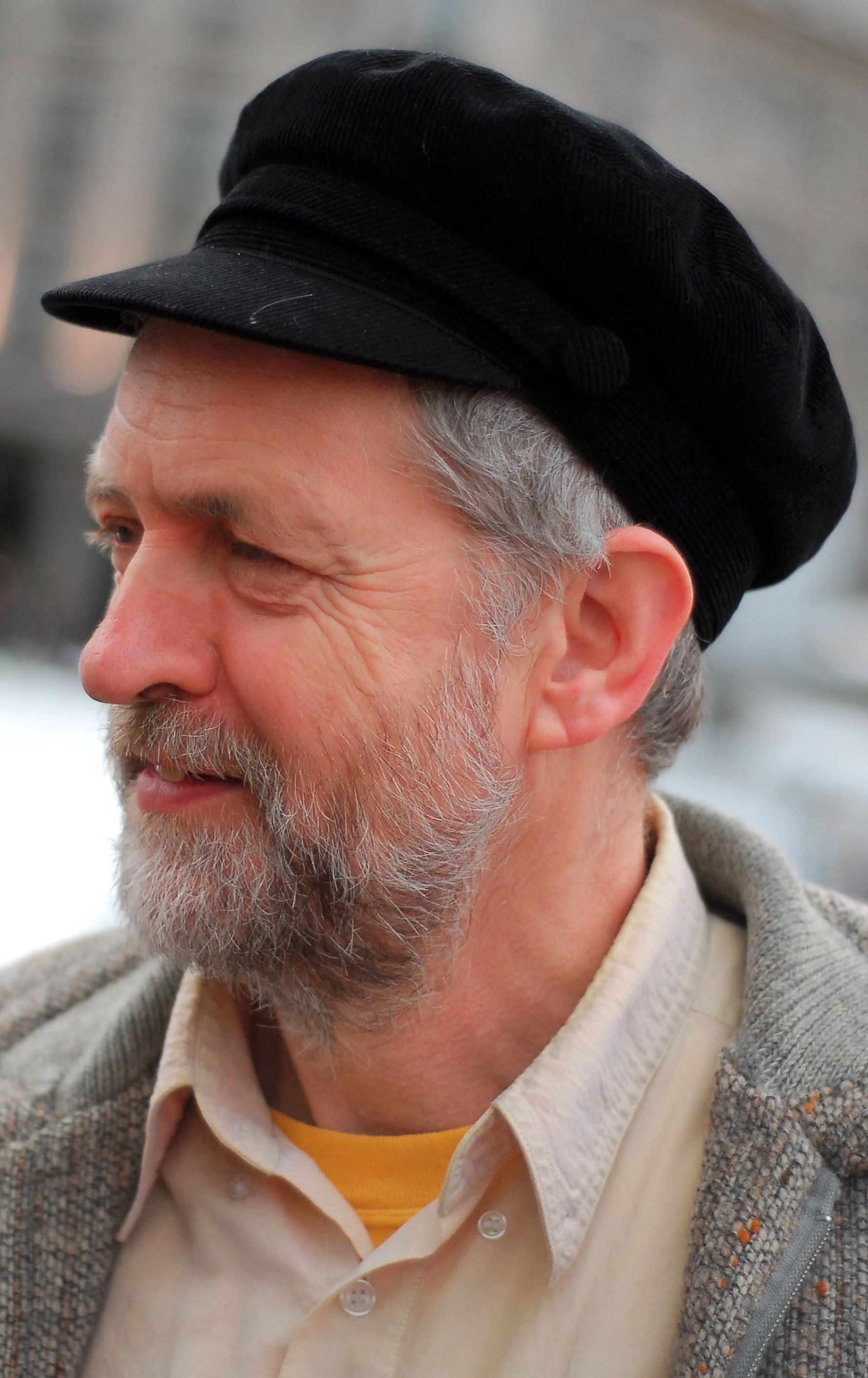
Jeremy Corbyn en 2007.

Ses propositions principales, lorsqu'il brigue la direction du parti en 2015 (et donc la possibilité de mener les travaillistes aux prochaines élections législatives en 2020), incluent, :
- Réduire la dette progressivement, en luttant contre la fraude fiscale et l'évasion fiscale, en augmentant les impôts des plus riches et en réduisant les niches fiscales des entreprises ; mettre fin aux politiques d'austérité ;
- Renationaliser les chemins de fer, qui avaient été privatisés par le Premier ministre conservateur John Major au début des années 1990 ;
- Renationaliser les compagnies énergétiques ;
- Avoir recours à une politique d'assouplissement quantitatif pour investir dans le logement, les transports publics, l'énergie et le numérique, et ainsi stimuler l'économie et créer des emplois ;
- Défaire l'arsenal nucléaire du Royaume-Uni ;
- Créer un Service national de l'éducation, sur le modèle du très populaire Service national de la Santé : ramener les academies et les free schools (écoles largement indépendantes mais bénéficiant de financement public) dans le giron des autorités locales ; abolir les frais d'inscription aux universités (introduits par Tony Blair) ;
- Bâtir de nouveaux council houses (logements publics à loyer modéré) et encadrer les loyers dans le privé ;
- Cesser l'utilisation de partenariats public-privé dans le secteur de la santé publique ;
- Introduire un salaire maximum ;
- Accueillir des réfugiés fuyant la guerre civile syrienne, la dictature en Érythrée, etc. ;
- Combattre le mouvement « État islamique » en s'attaquant aux sources de son financement et de ses armements ;
- Résoudre le conflit israélo-palestinien par un dialogue inclusif, ouvert au Hamas « avec lequel nous pouvons avoir des désaccords profonds » ; cesser de vendre des armes à Israël ;
- Permettre aux Chagossiens de retourner dans l'archipel des Chagos.

### Économie
Jeremy Corbyn se positionne contre l'austérité et propose une stratégie économique fondée sur l'investissement. Pour relancer l'économie et rompre avec l'austérité, il promet en 2016 de prélever 500 milliards de livres sterling dans l'économie : renationaliser en partie les chemins de fer, les compagnies énergétiques, renflouer les caisses du National Health Service sont certaines de ses propositions. Afin de lutter contre les inégalités, il promet d'introduire un salaire minimum horaire de 10 livres. Il entend aussi lutter contre la fraude fiscale en investissant un milliard de livres dans la HMRC, organisme non-ministeriel du gouvernement et responsable de la collecte des taxes et des cotisations à la sécurité sociale.
Interrogé par Andrew Marr sur sa vision du capitalisme, il répond qu'il ne veut pas d'une économie socialiste ou dirigiste, mais d'une « économie mixte », avec un État régulateur qui investit dans certains secteurs clés de l'économie comme la santé, l'éducation ou les transports et qui permette d'atténuer les inégalités sociales,. Des économistes comme Steve Keen écrivent dans une lettre au journal The Guardian que, contrairement à ce qui se dit chez ses opposants, les propositions anti-austéritaires de Corbyn ne sont pas d’extrême gauche. Le modèle qu'il propose serait éloigné du marxisme et post-keynésianiste,,.

### Politique extérieure
Lors d'un discours en décembre 2017, Jeremy Corbyn inclut parmi les points clefs de sa politique étrangère une participation britannique aux missions onusiennes de maintien de la paix, une répression des paradis fiscaux notamment pour « aider à protéger l'autonomie fiscale des pays en développement », un soutien fortement accru aux réfugiés, et un engagement plus fort dans la lutte contre le réchauffement climatique. Plus généralement, ses prises de position favorisent le respect du droit international, le multilatéralisme dans la résolution des conflits, et la nécessité de résoudre les problèmes de pauvreté et d'inégalité dans le monde.

#### Syrie: soutien à Bachar el-Assad
En 2016, pendant la guerre civile syrienne, Jeremy Corbyn rend visite à Bachar el-Assad,.
Il est accusé de soutenir ce dernier, d'appeler à des solutions politiques tout en sachant qu'Assad les a toutes rejetées, d'appeler à un cessez-le-feu sans jamais condamner spécifiquement les attaques du régime contre les civils, de mettre dos à dos les exactions d'Assad contre les civils et celles attribuées aux rebelles ; il refuse notamment de condamner les attaques chimiques menées par Assad et s'oppose aux frappes contre l'arsenal syrien sans par ailleurs critiquer l'intervention russe,,,.
Il suscite la polémique pour avoir invité des « apologistes » et propagandistes de Bachar el-Assad à l'informer et à informer son équipe sur le dossier syrien, dont Declan Hayes et mère Agnès Mariam,.

### Propositions formulées en 2019
Le 24 septembre 2019, s'adressant à la conférence annuelle du Parti travailliste, Jeremy Corbyn prévoit des élections législatives anticipées et présente quelles positions le parti s'est engagé à y défendre sous sa direction :
- empêcher un Brexit sans accord, et organiser à la place un second référendum où les citoyens britanniques puissent décider entre approuver un accord de sortie que négocierait son gouvernement ou bien annuler le Brexit et permettre au Royaume-Uni de rester membre de l'Union européenne ;
- renforcer le financement des services publics (Service national de Santé, écoles, service de police...) ;
- permettre aux employés des grandes entreprises de bénéficier directement des profits de ces entreprises, avec un dividende pouvant aller jusqu'à 500 £ par an par employé selon le montant de ces profits ;
- interdire les contrats zéro heure ;
- relever à 10 £ par heure le salaire minimum pour qu'il permette à tout employé de vivre décemment, et l'appliquer également aux employés nouvellement recrutés et aux jeunes employés (à partir de l'âge de 16 ans) ;
- agir (sans plus de précision) sur les inégalités de revenu qui affectent les femmes, les personnes handicapées et les personnes issues de minorités ethniques ;
- permettre aux employées qui le souhaitent d'avoir des horaires de travail flexibles durant leur ménopause ;
- abroger la loi de 2016 qui restreint les modalités d'action collective des syndicats ;
- (re-)nationaliser les chemins de fer, le service postal (Royal Mail), les services d'eau et d'électricité ;
- créer une entreprise publique de fabrication de médicaments génériques à un coût abordable pour le Service national de Santé (NHS) ; n'accorder de financement public à la recherche aux entreprises pharmaceutiques que si elles vendent leurs médicaments au NHS à un coût abordable ;
- créer un Service national de l'Éducation sur le modèle du Service national de Santé ; abroger les frais d'inscription à l'université, mettre en place des formations techniques et professionnalisantes gratuites, mettre en place un service gratuit de garde d'enfant ;
- au moyen d'une « stratégie industrielle », investir 250 milliards de livres à travers le pays dans l'amélioration des infrastructures de transport, d'énergie et d'accès à Internet, et investir également 250 milliards de livres dans les entreprises et les coopératives pour redynamiser l'économie et l'emploi, notamment dans les régions qui en ont le plus besoin ;
- investir « massivement » dans les énergies renouvelables et les technologies vertes pour permettre la création de « centaines de milliers d'emplois hautement qualifiés et bien payés » ainsi qu'atteindre à terme la neutralité carbone de l'économie britannique ;
- avoir une politique étrangère définie par « notre engagement pour les droits de l'homme et la justice internationale » et refuser de participer à des guerres à l'étranger ;
- financer en partie ces mesures en accroissant les impôts uniquement pour les grandes entreprises et les 5% de contribuables les plus fortunés.

## Distinction
En décembre 2017, le Bureau International de la paix lui décerne le Prix Sean MacBride pour son engagement contre les armes nucléaires.